# Vågen (stjärnbild)
För andra betydelser, se Vågen.
Vågen (Libra på latin) är en stjärnbild på södra stjärnhimlen i Zodiaken, med det astrologiska tecknet . Konstellationen är också en av de 88 moderna stjärnbilderna som erkänns av den Internationella astronomiska unionen.

## Historik
Vågen var en av de 48 konstellationerna som listades av astronomen Klaudios Ptolemaios i hans samlingsverk Almagest.
Vågen är den yngsta av stjärnbilderna i Zodiaken. Till skillnad från många andra stjärnbilder, så har Vågen inte någon mytologisk historia förknippad med sig. Vågen var dock redan under antiken ett viktigt hjälpmedel inom handeln, och ibland såg man Vågen och Jungfrun som en enda stjärnbild, som då föreställde Dike, rättvisans gudinna, som höll i rättvisans våg.

## Stjärnor

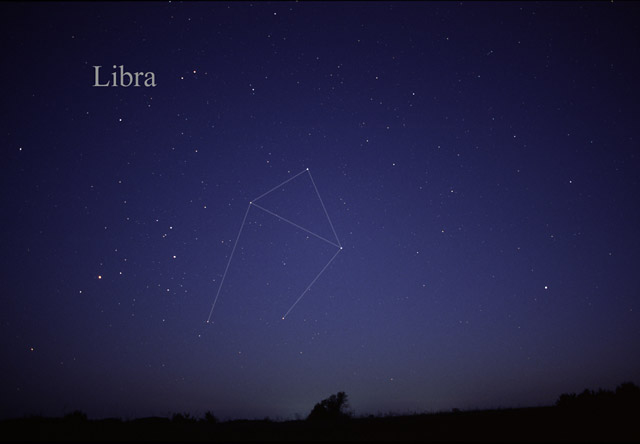
Stjärnbilden Vågen (Libra) som den kan ses med blotta ögat.

Vågen är en stjärnbild med relativt svaga stjärnor, men huvudstjärnorna som bildar en fyrkantsform är lätt att se och känna igen.
- β - Zubeneschamali (Beta Librae) är ljusstarkast i stjärnbilden med magnitud 2,62 och är en blåvit dvärgstjärna av spektralklass B8V.[2]
- α - Zubenelgenubi (Alfa Librae) är en multipelstjärna som ligger nära ekliptikan och därför ockulteras av månen och också ibland av planeterna. Nästa gång den ockulteras av en planet är den 10 november 2052, då en ockultation av Merkurius inträffar.

Alfa Librae får ibland heta Kiffa Australis eller Elkhiffa Australis, översättningar från arabiskan till latinet som ungefärligen betyder ”Södra vågskålen”. Ett gammalt latinskt namn är Lanx Australis, som också betyder ”Södra vågskålen”. Den som har bra syn kan urskilja de båda stjärnorna av 3:e och 5:e magnituden.
- σ - Sigma Librae (Brachium) är en röd jättestjärna av spektralklass M3/M4III och magnitud 3,29. Sigma Librae hade tidigare Bayer-beteckningen Gamma Scorpii fastän den ligger långt från gränsen mot Skorpionens stjärnbild. Den blev Sigma Librae först på 1800-talet och beteckningen fastställdes först 1930 av den Internationella Astronomiska Unionen.

- υ - Ypsilon Librae är en orange jätte med magnitud 3,60.
- τ - Tau Librae är en blåvit dvärg med magnitud 3,66.
- γ - Gamma Librae (Zubenelakrab) är en orange jätte av magnitud 3,91.
- δ - Delta Librae (Zubenelakribi) är en blåvit stjärna i huvudserien av magnitud 4,43. Den är en förmörkelsevariabel med perioden 2,3272 dygn och en minimiljusstyrka av 5,81.
- HD 140283 (Methuselemstjärnan) är den äldsta stjärna som astronomerna känner till. Den anses ha bildats strax efter Big Bang. Det är en underjätte som är fattig på metall och består nästan helt av väte och helium. Stjärnans ålder uppskattas till 14,46 miljarder år. HD 140283 har en skenbar magnitud av 7,22 och har ett avstånd från Jorden på 190,1 ljusår.[6]

## Djuprymdsobjekt
Stjärnbilden innehåller inga Messierobjekt och trots närheten till Skorpionens och Skyttens stjärnbilder inte mycket annat för amatörastronomen.

### Stjärnhopar
- Här finns galaxerna NGC 5792, NGC 5885 och NGC 5890.
- NGC 5897 är en relativt stor klotformig stjärnhop med den samlade ljusstyrkan av magnitud 9.

### Nebulosor
- Merrill 2-1 är en planetarisk nebulosa med blåaktigt ljus.